# Said bin Buti
Scheich Said bin Buti (arabisch سعيد بن بطي, DMG Saʿīd ibn Buṭī; † 1859) wurde 1852 nach dem Tod seines Bruders Scheich Maktum bin Buti Herrscher von Dubai.
In seine Amtszeit fallen Bündnisse mit den Herrschern von Abu Dhabi und Umm al-Qaiwain, um seine Stellung bei etwaigen Disputen zu festigen. 1853 schloss er mit Großbritannien einen Vertrag, der diesem die Verteidigung und Außenpolitik überließ und wurde damit ein Teil der Trucial-Coast, wie die späteren VAE damals genannt wurden. Sein Nachfolger als Herrscher von Dubai wurde Scheich Hascher bin Maktum. 